# Roast beef

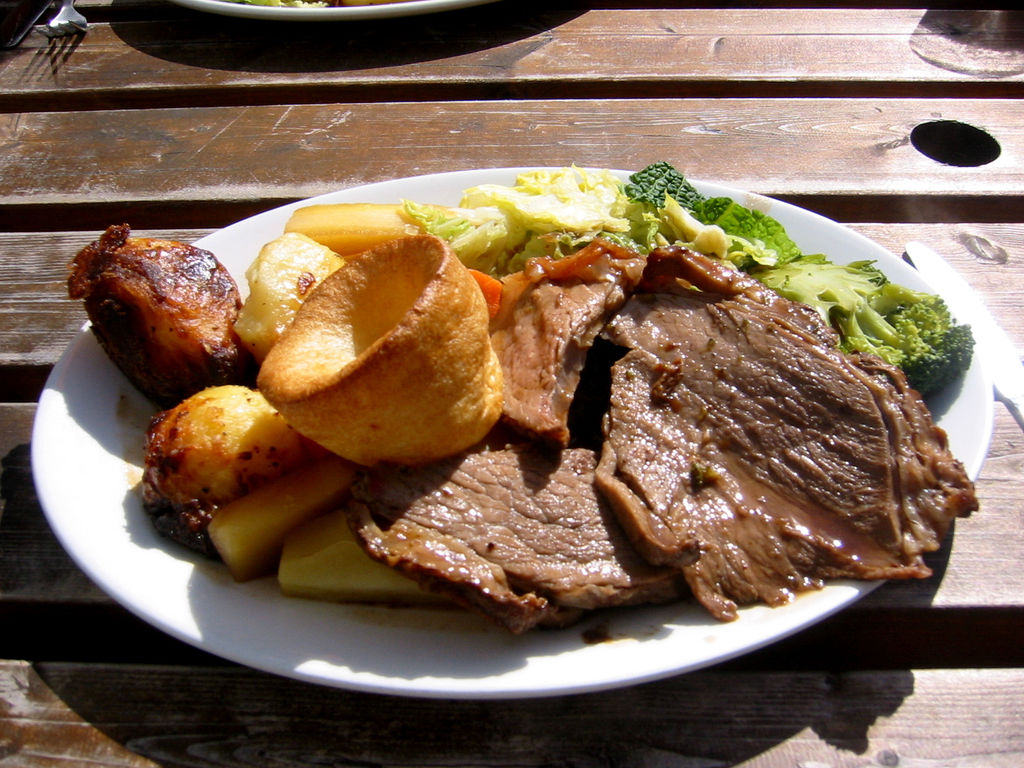
Esempio di Sunday roast costituito da roast beef con contorno di patate arrostite, verdure e Yorkshire pudding

Il roast beef (o roastbeef, lett. "arrosto di manzo"), reso in italiano come rosbif o rosbiffe, è un piatto di carne bovina arrostita al forno. Viene essenzialmente servito come pasto principale e gli avanzi possono essere e sono spesso serviti all'interno di panini. In Inghilterra, Stati Uniti, Canada, Irlanda e Australia, il roast beef è uno dei piatti tradizionalmente serviti a cena la domenica (sunday roast, arrosto della domenica), anche se è spesso servito come un taglio freddo nei negozi di gastronomia, di solito in panini che spesso contengono cheddar. Un contorno tradizionale del roast beef è costituito dallo Yorkshire pudding.

## Taglio e cottura
Il roast beef, che in Italia si ricava classicamente dalle prime costole della lombata (prime rib roastbeef), viene tradizionalmente servito rare o pink, nel senso che il centro del pezzo di carne è stato cotto a temperature che non denaturano completamente la mioglobina, perciò mantiene il caratteristico colore rosso-rosato.
I tempi di cottura sono (tempo per kg):
- Rare 30 minuti
- Medium rare 40 minuti
- Medium 50 minuti
- Well done 60 minuti

Considerato un orgoglio della cucina anglosassone, ecco come fu celebrato in una famosa ballata inglese, The Roast Beef of Old England, composta dallo scrittore, drammaturgo e giornalista Henry Fielding nella prima metà del XVIII secolo per la sua commedia The Grub Street Opera.
When mighty Roast Beef was the Englishman's food
It ennobled our brains and enriched our blood.
Our soldiers were brave and our courtiers were good.
Oh! the Roast Beef of old England
And old English Roast Beef!»
Quando il potente Roast Beef era cibo per l'uomo inglese
Esso nobilitava le nostre menti e arricchiva il nostro sangue.
I nostri soldati erano coraggiosi e i nostri cortigiani in gamba.
Oh! Il Roast Beef della vecchia Inghilterra
E il vecchio Roast Beef inglese!»
(Henry Fielding, The Grub Street Opera, ballata The Roast Beef of Old England, prima strofa.)

## Arte culinaria
Il beef on weck sandwich è un panino della tradizione dell'ovest dello stato di New York, molto gradito in città come Buffalo e Niagara Falls. Il roast beef viene spesso servito accompagnato da rafano o salsa di rafano.

## Panino alroast beef
Fra le numerose preparazioni a cui si presta il roast beef vi è il roast beef sandwich, divenuto tipico del Massachusetts e di altri stati degli USA.